# Korytów A
Korytów A – wieś w Polsce położona w województwie mazowieckim, w powiecie żyrardowskim, w gminie Radziejowice.
W latach 1954–1972 wieś należała i była siedzibą władz gromady Korytów A. W latach 1975–1998 miejscowość należała administracyjnie do województwa skierniewickiego. 
Według ustnych przekazów, nazwa wsi pochodzi z okresu parcelacji majątku Radziejowice przed 1914 rokiem. Hrabia Krasiński, ówczesny właściciel Radziejowic, obawiając się utrudnień z uzgodnieniem z władzami administracyjnymi w Sankt Petersburgu (był to teren zaboru rosyjskiego) parcelacji, którą chciał przeprowadzić we wsi Wólka Brzozokalska obecnie Adamów, wprowadził nazwę Korytów A dla wsi Korytów (dla tej wsi miał zgodę na parcelację) i Korytów B dla parcelowanych pól we wsi Wólka Brzozokalska, dla których nie miał zgody. W odległym Petersburgu odległości kilku kilometrów dzielące ww. wsie nie miały znaczenia i zbieżność nazw ułatwiła podjęcie decyzji. Parcelacja pól we wsi Wólka Brzozokalska została przeprowadzona w bezpośrednim sąsiedztwie obecnej ul. Nowiny (na styku ze wsią Grzymek), a nazwa Korytów A pozostała w Korytowie.